# Julija Wassiljewna Suworowa
Julija Wassiljewna Suworowa (russisch Юлия Васильевна Суворова; * 12. März 1939 in Moskau; † 5. Dezember 2009 ebenda) war eine sowjetische bzw. russische Kontinuumsmechanikerin und Hochschullehrerin.

## Leben
Nach dem Mittelschulabschluss mit Goldmedaille 1955 studierte Suworowa, Tochter eines Generalmajors der Luftstreitkräfte der Sowjetunion, an der Lomonossow-Universität Moskau (MGU) in der Mechanik-Mathematik-Fakultät (Mechmat) mit Abschluss als Mechanikerin 1960. Sie beteiligte sich an gesellschaftlichen und sportlichen Aktivitäten der Mechmat. Während der Neuland-Kampagne war sie 1957 mit einer MGU-Studententruppe im Neuland.
Die anschließende Aspirantur am Institut für Maschinenwesen (IMASch, 2008 nach Anatoli Blagonrawow benannt) der Akademie der Wissenschaften der UdSSR schloss Suworowa 1963 ab. Sie blieb am IMAsch und wurde schließlich wissenschaftliche Hauptmitarbeiterin. Sie verteidigte 1970 an der MGU ihre Dissertation über Dynamik-Probleme der Plastizitätstheorie mit verzögertem Fließen mit Erfolg für die Promotion zur Kandidatin der physikalisch-mathematischen Wissenschaften.
Ihre Doktor-Dissertation über nichtlinear-viskoelastische Modelle der Verformung und des Bruchs von Strukturwerkstoffen verteidigte Suworowa 1980 mit Erfolg für die Promotion zur Doktorin der technischen Wissenschaften. Mit ihren vielfältigen Forschungsarbeiten gehörte sie zu den Vertretern der von Juri Rabotnow begründeten Forschungsrichtung.
Neben ihrer Forschungstätigkeit lehrte Suworowa im Moskauer Institut für Maschinenbau-Elektronik am Lehrstuhl für mathematische Modellierung physiko-mechanischer Systeme, wo sie die neue Vorlesung über mathematische Grundlagen der Kontrolltheorie entwickelte und sich an der fachlichen Spezialisierung des Lehrstuhls beteiligte.  Die Ernennung zur Professorin erfolgte 1989.